# NACA2
NACA2 (англ. Nascent polypeptide associated complex alpha subunit 2) – білок, який кодується однойменним геном, розташованим у людей на 17-й хромосомі. Довжина поліпептидного ланцюга білка становить 215 амінокислот, а молекулярна маса — 23 223.
| 10         |  | 20         |  | 30         |  | 40         |  | 50         |
| ---------- |  | ---------- |  | ---------- |  | ---------- |  | ---------- |
| MPGEATETVP |  | ATEQELPQSQ |  | AETGSGTASD |  | SGESVPGIEE |  | QDSTQTTTQK |
| AWLVAAAEID |  | EEPVGKAKQS |  | RSEKRARKAM |  | SKLGLLQVTG |  | VTRVTIWKSK |
| NILFVITKLD |  | VYKSPASDAY |  | IVFGEAKIQD |  | LSQQAQLAAA |  | EKFRVQGEAV |
| GNIQENTQTP |  | TVQEESEEEE |  | VDETGVEVKD |  | VKLVMSQANV |  | SRAKAVRALK |
| NNSNDIVNAI |  | MELTV      |  |            |  |            |  |            |

A: Аланін

D: Аспарагінова кислота

E: Глутамінова кислота

F: Фенілаланін

G: Гліцин

I: Ізолейцин

K: Лізин

L: Лейцин

M: Метіонін

N: Аспарагін

P: Пролін

Q: Глутамін

R: Аргінін

S: Серин

T: Треонін

V: Валін

W: Триптофан

Кодований геном білок за функцією належить до фосфопротеїнів. 
Задіяний у таких біологічних процесах, як транспорт, транспорт білків, ацетилювання. 
Локалізований у цитоплазмі, ядрі.